# Portus Romae

Stich aus dem Jahr 1573

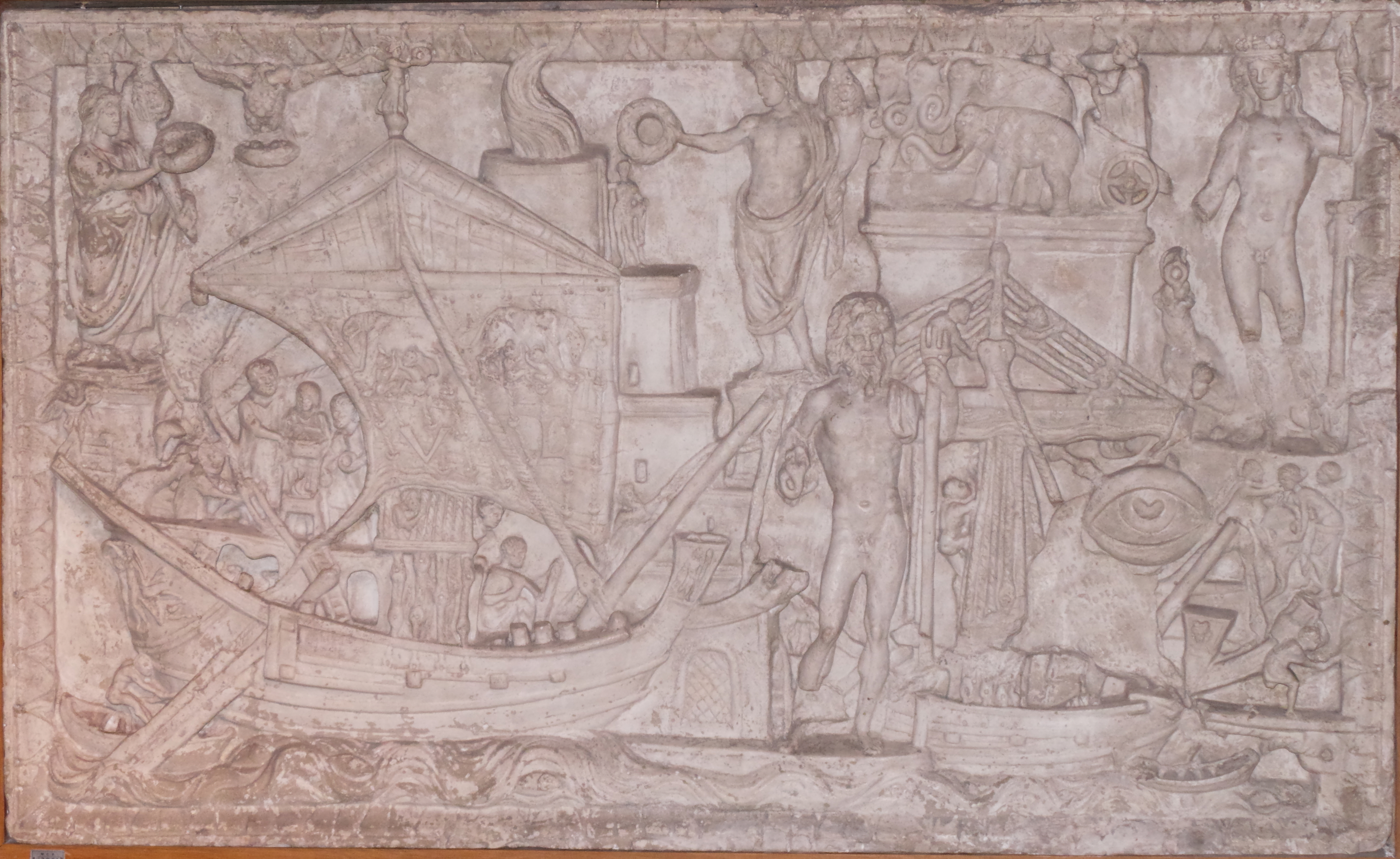
Maritime Reliefdarstellung aus dem Museum Via Ostiense, Porta San Paolo, Rom

Portus (lateinisch „Hafen“), vollständig Portus Ostiensis Augusti, später Portus Romae, war einer der antiken Häfen von Rom. Die Überreste liegen etwa 25 Kilometer südwestlich Roms zwischen dem Flughafen Rom-Fiumicino und dem nördlichen Mündungsarm des Tiber im Stadtgebiet von Fiumicino.

## Bauphase unter Claudius

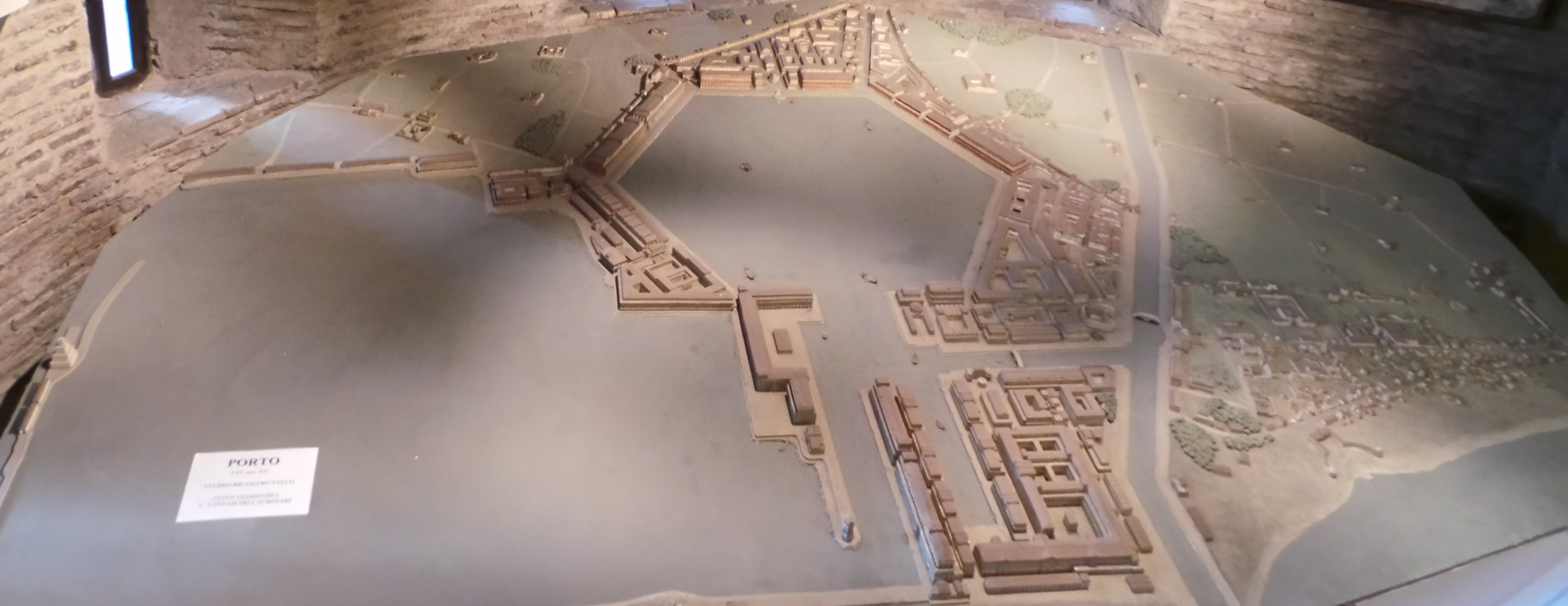
Modellausschnitt des antiken Hafens Portus Romae unter der Bauphase des Claudius aus dem Museum Via Ostiense, Porta San Paolo, Rom

Da der unmittelbar am Tiber gelegene Hafen von Ostia zunehmend versandete, begann Kaiser Claudius 42 n. Chr. vier Kilometer nördlich an der Mündung eines Tiber-Nebenarms mit dem 69 Hektar großen Neubau eines Hafenbeckens, das durch zwei weit ins Meer hineinreichende Molen begrenzt wurde. In der Hafeneinfahrt stand auf einer künstlichen Insel ein Leuchtturm. Zur Fundamentierung dieser Insel wurde ein großes mit Steinen beladenes Schiff versenkt, das zuvor zum Transport eines Obelisken aus Ägypten gedient hatte.
Die Molen dienten als Ankerplätze, doch sollte die südliche Mole zusätzlich das Hafenbecken vor den beständigen südwestlichen Winden schützen. Dies war jedoch nur teilweise erfolgreich. So berichtet Tacitus vom Untergang mehrerer Getreideschiffe im Jahr 62 n. Chr. innerhalb des Hafens als Folge eines Sturms.
Das nach Nordwesten geöffnete Hafenbecken wurde im Südosten durch einen Kanal mit dem Tiber verbunden, so dass die angelandeten Waren – darunter große Mengen von Getreide aus Ägypten – leicht nach Rom weitertransportiert werden konnten. Darüber hinaus wurde mit der 24 Kilometer langen Via Portuensis eine neue Straßenverbindung geschaffen.

## Bauphase unter Trajan

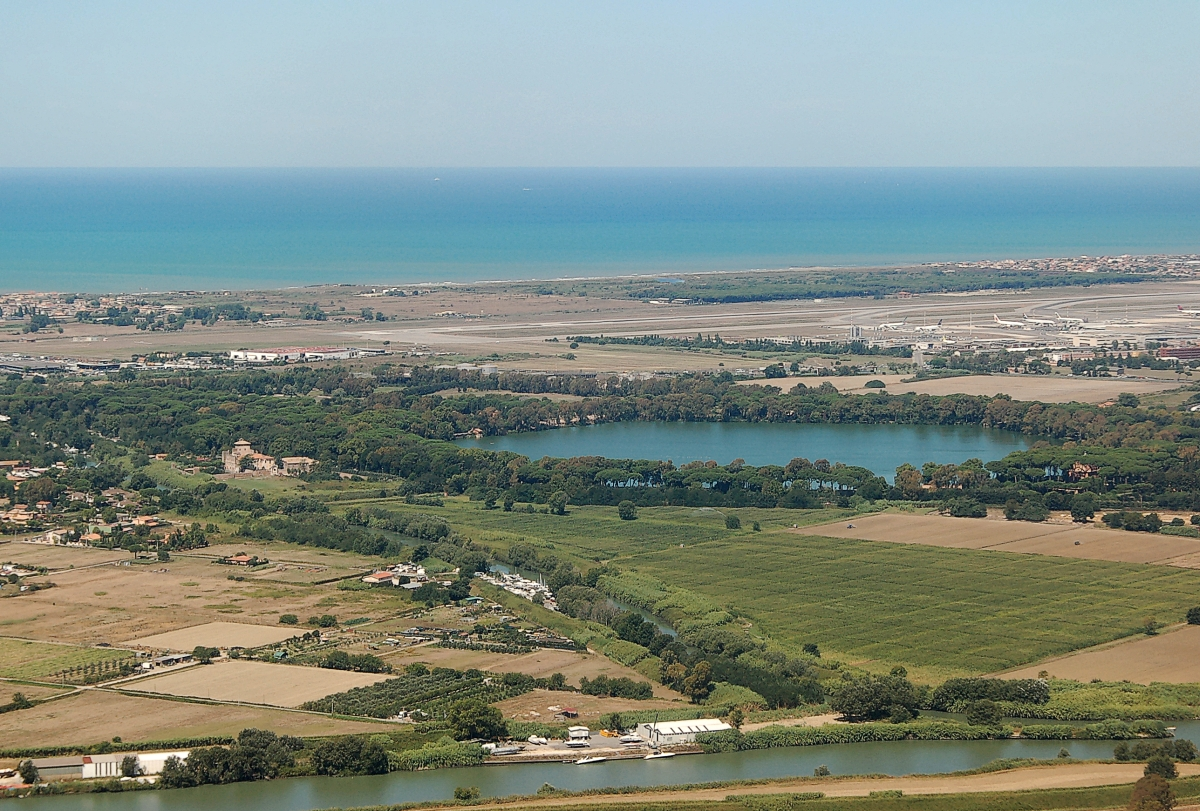
Ehemaliges Hafenbecken

Ab dem Jahr 103 erweiterte Kaiser Trajan den Hafen durch ein ostwärts anschließendes, fast 33 Hektar großes sechseckiges Becken, dessen noch deutlich sichtbare Reste (Lago Traiano, unmittelbar südlich der Flughafengebäude) als Folge der Verlandung heute etwa drei Kilometer von der Küste entfernt liegen. Aufgrund seines Durchmessers von über 700 Metern fanden selbst die größten damaligen Schiffe Platz an den Kais, an denen sich mächtige Lagerhäuser entlangzogen.
Auch dieses neue Becken wurde durch Kanäle mit dem Hafen aus der Zeit des Claudius und direkt mit dem Tiber verbunden (Fossa Trajana). Ein späterer Name des Kanals, Flumen Micinum, klingt im Ortsnamen Fiumicino des erst 1825 gegründeten Küstenortes an.
Neben den Ruinen von Lagerhäusern und Docks haben sich Reste von Thermen, Tempeln und Laubengängen erhalten.

## Folgen für Ostia
Schnell übernahm der neue Hafen alle Aufgaben, die bis dahin vom Hafen in Ostia erfüllt worden waren. Dennoch blieb Portus ein Stadtteil Ostias.
Die Hafensiedlung Portus wuchs jedoch beständig. Nach dem Jahr 300 – zur Zeit Kaiser Konstantins – hatte der Ortsteil 30.000 bis 40.000 Einwohner und wurde nur kurz nach Ostia (möglicherweise sogar gleichzeitig) Sitz eines Bischofs.
Der Niedergang Ostias beschleunigte sich, als Konstantin Portus im Jahr 314 zur colonia erhob, ihm damit die Stadtrechte verlieh und Ostia wenig später gemeinsam mit Portus der Stadt Rom als Portus Romae eingemeindete. Eine Mauer, die Konstantin zum Schutz des Hafens zwischen Portus und Ostia errichtete, manifestierte die Trennung der zwei Stadtteile Roms. Die Bevölkerung Ostias verringerte sich rapide nach Überfällen der Vandalen und Sarazenen.
Mit dem Niedergang des Römischen Reiches verlor auch Portus im 6. Jahrhundert seine Bedeutung.

## Film
- Louise Bray und Jeff Wilkinson: Rom von oben – Spurensuche aus dem Weltall. 90 Min. 2017 (Film über die Technik der Satelliten- und Luftaufnahmen durch Sarah Parcak in Kombination mit herkömmlichen Methoden)[1]